# Perineus circumfasciatus
Perineus circumfasciatus är en insektsart som beskrevs av Kéler 1957. Perineus circumfasciatus ingår i släktet Perineus och familjen fjäderlöss. Inga underarter finns listade i Catalogue of Life.